# وانگ فنگ
وانگ فنگ (انگلیسی: Wang Feng؛ چینی: 汪峰؛ زادهٔ ۲۹ ژوئن ۱۹۷۱) خواننده، آهنگساز و ترانه‌سرای اهل چین است. وانگ اولین خواننده مرد چینی بود که در ورزشگاه کارگران پکن کنسرت انفرادی برگزار کرد.
از فیلم‌ها یا مجموعه‌های تلویزیونی که وی در آن‌ها نقش داشته است، می‌توان به «دوچرخهٔ پکنی» (۲۰۰۱) اشاره نمود.